# Różowa Skrzyneczka
Różowa Skrzyneczka – feministyczna fundacja, której celem jest walka z ubóstwem menstruacyjnym w Polsce. Fundacja najbardziej znana jest z akcji organizowania w przestrzeniach publicznych różowych skrzynek z dostępnymi bezpłatnie podpaskami, wkładkami i tamponami. Pierwsza taka skrzynka powstała w grudniu 2019 roku we Wrocławiu. Według danych fundacji w 2024 w całej Polsce znajduje się prawie 19 tysięcy skrzynek. 
„Różowe Skrzyneczki” znalazły się m.in. w Uniwersytecie Warszawskim, Politechnice Wrocławskiej, Politechnice Gdańskiej, Uniwersytecie Rzeszowskim, Politechnice Krakowskiej i Uniwersytecie Zielonogórskim. Pojawiły się również w wielu szkołach podstawowych i ponadpodstawowych, m.in. w Warszawie, Poznaniu, Wrocławiu, Szczecinie, Gdańsku, Lublinie, Rzeszowie, Sandomierzu i Jaworznie. 